# Maurice Barman
Pour les articles homonymes, voir Barman (homonymie).
Maurice Barman, né le 7 août 1808 à Saint-Maurice et mort le 5 août 1878 à Saillon est un homme politique suisse membre du parti radical-démocratique, qui fut notamment conseiller national de 1848 à 1857.

## Biographie
Commandant des troupes victorieuses du Bas-Valais lors de l'affrontement du 6 avril 1840 contre le Haut-Valais, il rejoint les rangs de la Jeune Suisse. Le 21 mai 1844, il connaît la défaite lors du combat du Trient contre la Vieille Suisse et doit s'exiler à Bex jusqu'à la chute du Sonderbund. Il revient alors dans son canton et participe à la prise de pouvoir de décembre 1847 et est ensuite élu au Conseil d'État du canton du Valais qu'il préside entre 1847 et 1849. Sous son impulsion, le gouvernement radical met en place une nouvelle Constitution cantonale qui est approuvée en janvier 1848. 
Il représente ensuite son canton au Conseil national entre 1848 et 1857, et est nommé colonel dans l'armée suisse en 1851. Il est également président de la commune de Saillon de 1835 à 1877 et préfet du district de Martigny de 1850 à 1853.
Écrivain, il publie un récit de la Régénération dans le canton intitulé La Contre-Révolution en Valais, au mois de mai 1844 (ASIN B001CGEXQI), puis, sur un autre sujet, Simplon, Saint-Gothard et Lukmanier (ASIN B001CGGUT6) en 1861 sur la réalisation des tunnels ferroviaires du Simplon et du Saint-Gothard, ainsi que sur le projet avorté de celui du Lukmanier.

## Fonctions politiques
- conseiller national suisse de 1848 à 1857
- conseiller d'état du Valais, président de 1841 à 1841
- préfet du District de Martigny de 1850 à 1853
- président de la commune de Saillon de 1835 à 1877